# St. Wendel (Bad Salzungen)

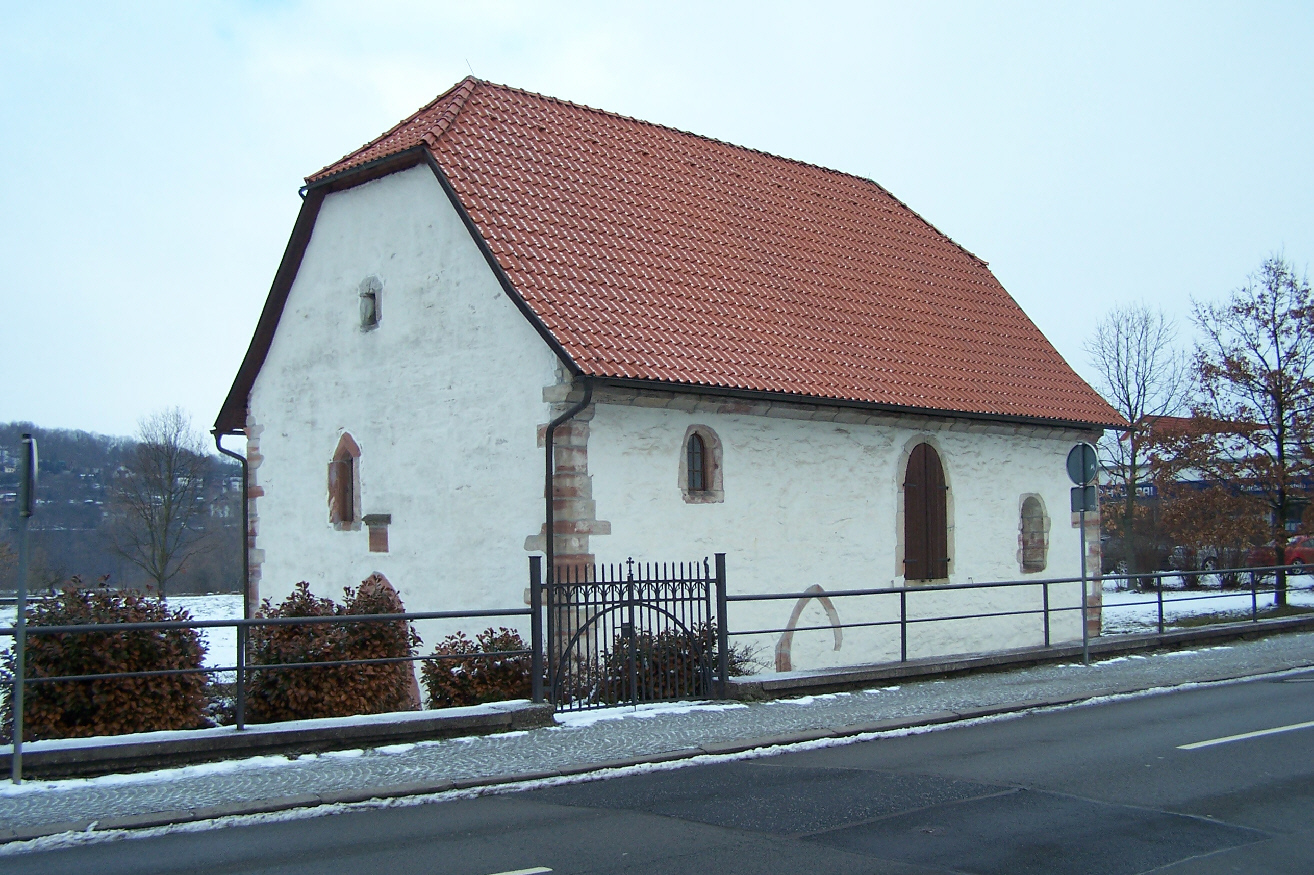
Ansicht von Süden (2009)

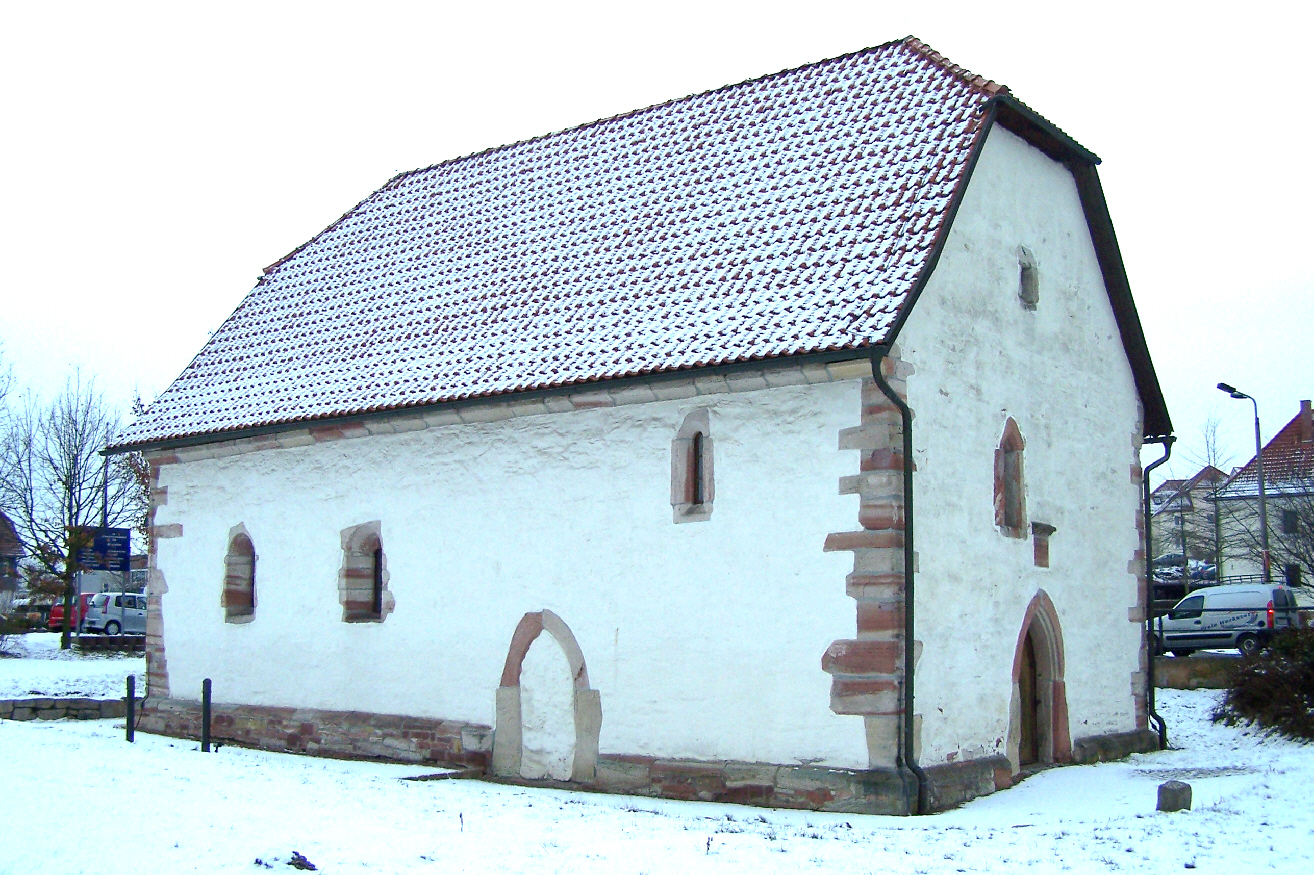
Ansicht von Norden (2009)

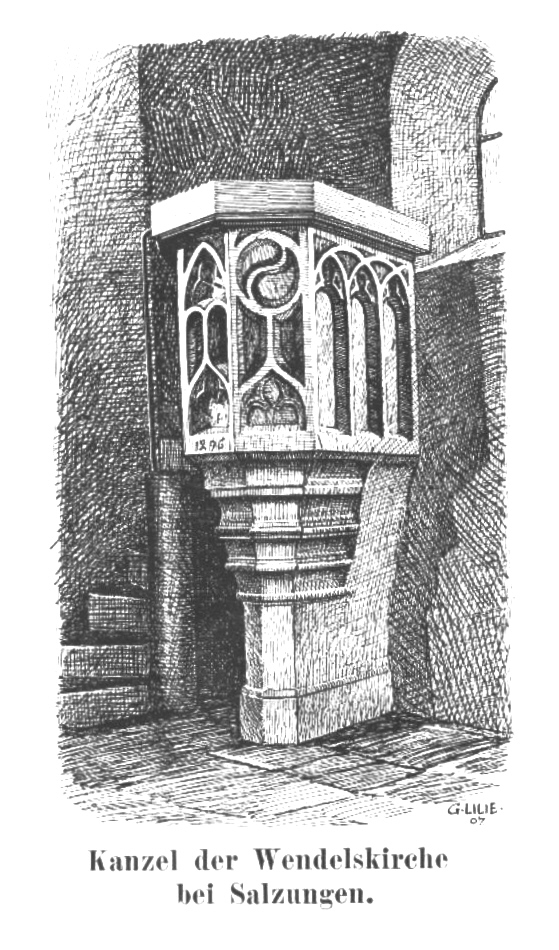
Kanzel im Inneren der Kapelle (1907)

St. Wendel ist eine ehemalige Hospitalkapelle der thüringischen Stadt Bad Salzungen. Sie befindet sich unweit der Vorstadt Dorf Allendorf,  etwa 800 Meter östlich der Burganlage. Die Kirche ist ein geschütztes Kulturdenkmal.

## Lage
Die Kapelle St. Wendel befindet sich im östlichen Teil der Stadt  an der August-Bebel-Straße.

## Geschichte
Das als gotische Kapelle entstandene Bauwerk wurde um 1481, nach der Chronik 1486 erbaut; ihr Stifter war der Salzunger Bürger Heinrich Fulda, der dieses Gotteshaus zur seelsorgerischen Unterstützung des in der Nähe stehenden Sondersiechenhauses errichten ließ, wie noch jetzt eine verwitterte Inschrift über dem (westlichen) Portal vermeldet. Die Kirche war dem Heiligen Wendelin geweiht. Ein Nachkomme des Stifters ließ 1596 den angrenzenden Friedhof zu St. Wendel mit einer noch in Resten vorhandenen Mauer umgeben. Am Eingang ermahnt eine steinerne Inschriftentafel die Besucher: „(JOHANNES-V) ES KOMMT DIE STVNDE IN WELCHER ALLE DIE IN DEN GREBERN SIND WERDEN SEINE STIMME HÖREN VND WERDEN HERVORGEHEN DIE DA GVTES GETAN HABEN ZVR AVFERSTEHVNG DES LEBENS DIE ABER VBELS GETAN HABEN ZVR AVFERSTEHVNG DES GERICHTES“.
Die Kapelle wurde bis 1874 benutzt – zunächst als Kapelle des Spitals, dann für das daraus entstandene Salzunger Armenhaus. Neben der Kapelle befand sich ein Friedhof. Die Kapelle diente auch als Gotteshaus für die Einwohner von Dorf Allendorf und den nördlichen Nachbarorten und Höfen Grundhof, Oberrohn, Unterrohn, Mittelrohn und Gräfen-Nitzendorf. 1994 bis 2004 wurde das Kirchengebäude mit Unterstützung des Lions-Clubs Bad Salzungen saniert.

## Bauliche Reste
Das wie die Husenkirche turmlose, aus heimischem grauem Sandstein errichtete Kirchengebäude ist ein rechteckiger Baukörper mit einem ebenfalls rechteckigen Altarraum an der Ostseite. Eine Reihe von schmalen Fensteröffnungen gliedern die Fassade. Auf der Nord- und der Südseite erkennt man jeweils einen vermauerten Zugang. Der heutige Zugang erfolgt von Westen. Neben dem Portal befindet sich eine verwitterte Tafel des Stifters. Das weitgehend schmucklose Innere der Kapelle wird durch die an der Südmauer angebrachte steinerne Kanzel belebt.

## Bedeutung
St. Wendel ist als Bauwerk von großer Bedeutung für die Stadt- und Kirchengeschichte. Die Kirche ist ein Kulturdenkmal im Sinne des Thüringer Denkmalschutzgesetzes.